# Ögeltjärnen (Gudmundrå socken, Ångermanland)
Ögeltjärnen är en sjö i Kramfors kommun i Ångermanland och ingår i Ångermanälven-Gådeåns kustområde.